# إليس جوسون
ماريا كريسيل إليس جوسون ديوكو (من مواليد 6 يناير 1996) والمعروفة أيضا باسم إليس جوسون ممثلة عارضة أزياء ومؤيدة فلبينية .

## روابط خارجية
- إليس جوسون على موقع IMDb (الإنجليزية)
- إليس جوسون على موقع ميوزك برينز (الإنجليزية)
- إليس جوسون على موقع قاعدة بيانات الفيلم (الإنجليزية)